# 鈴木新夫
鈴木 新夫（すずき あらお、1915年3月17日 - 1980年5月10日）は、日本の洋画家。主に具象画の制作を行った。

## 年譜
- 1915年 福島県石城郡平町（現・いわき市平）に生まれる
- 1931年 福島県磐城中学卒業
- 1936年 東京美術学校卒業（同級生に杉全直・若松光一郎・鎌田正蔵・土橋淳・1年後輩に佐藤忠良）
- 1937年 第2回新制作協会展出品、以降毎年出品
- 1940年 文部省主催奉祝展出品
- 1944年 新制作協会協友となる
- 1946年 若松光一郎、熊坂太郎、柴田善澄、柴田左千雄らと共に同人会（後の新青会）を結成
- 1947年 新制作協会賞を受く、「機関車」ほか2点出品 美術団体連合展出品
- 1948年 新制作協会選抜7人展出品 研究団体「ユマニテ」結成、会員（上野省策、末松正樹、鶴岡政男、鳥居敏文、難波田龍起、吉沢忠、ほか）
- 1949年 個展 福島市、郡山市、いわき市を巡回
- 1953年 個展 札幌市大丸ギャラリー
- 1955年 新制作協会会員に推挙される。「赤い鉄骨」ほか1点出品
- 1964年 個展 ギャラリー・アライ
- 1967年 個展 アオイ画廊 1971年まで具象画家40名と新具象研究会を結成し、同人誌季刊「画廊」を第16号まで発行する
- 1971年 個展 電通恒産画廊 三月会展（日動画廊主催）5回展まで出品
- 1973年 個展 池袋東武デパート画廊 洋画中堅10人展出品 北辰画廊
- 1974年 福島県立美術博物館に「働く人」100号（第33回新制作展出品作品）が収蔵される
- 1975年 個展 いわき市第1回新制作精鋭選抜展出品 ギャラリーミキモト以降毎年出品
- 1977年 個展 東急デパート渋谷本店画廊 現代洋画代表作家200人展（主催アサヒギャラリー）出品 
  - 池袋モンパルナス展（西武デパート画廊）出品 個展 郡山市、東苑画廊
- 1978年 第1回樹風会展に出品 岩手大学教育学部特設美術科の非常勤講師を務める
- 1979年 新制作5人展に出品 鈴木新夫日選展 郡山市東北現代美術館
- 1980年 5月10日 喉頭癌のため死去
- 1995年 鈴木新夫展 いわき市立美術館
- 2006年 鈴木新夫、鎌田正蔵､若松光一郎展（いわき市・アートスペースエリコーナ）

## 代表作品と収蔵
- 炭鉱長屋7点・向かい合う炭坑夫.炭鉱・ズリ山.炭鉱・洗濯物のある風景.炭鉱風景（トロッコ）.炭鉱の町.炭鉱風景 収蔵 いわき市立美術館
- 「働く人」100号 収蔵 福島県美術博物館